# Wenatikozuch
Wenatikozuch (Venaticosuchus) – rodzaj archozaura zaliczanego do grupy Crurotarsi. Żył pod koniec triasu, około 220 milionów lat temu, na terenie obecnej Argentyny, której obszar wchodził wówczas w skład superkontynentu Pangei.
Na odnalezione szczątki zwierzęcia składały się niekompletna czaszka i kości kończyny przedniej oraz kilka płytek kostnych tkwiących pierwotnie w skórze zwierzęcia.
Był to średniej wielkości drapieżnik. Długość jego ciała wynosiła 2 metry. Wyglądem przypominał swoich krewnych z rodziny Ornithosuchidae: ornitozucha i Riojasuchus. Różnił się od nich budową czaszki i żuchwy. Zęby miały ząbkowane powierzchnie. Obie szczęki posiadały ponadto po parze kłopodobnych zębów.
Podobnie jak pozostali przedstawiciele Ornithosuchidae, wenatikozuch był zwierzęciem czworonożnym, mogącym poruszać się także na samych kończynach tylnych.
Przez pewien czas niesłusznie uważano, że mógł być przodkiem dinozaurów z grupy karnozaurów, mimo że spokrewniony jest bliżej z krokodylami.